# Capitólio Estadual de Washington
O Capitólio Estadual de Washington (em inglês: Washington State Capitol) é a sede do governo do estado de Washington. Localizado na capital, Olympia, foi incluído no Registro Nacional de Lugares Históricos em 22 de junho de 1979.